# Aurora (Ontário)

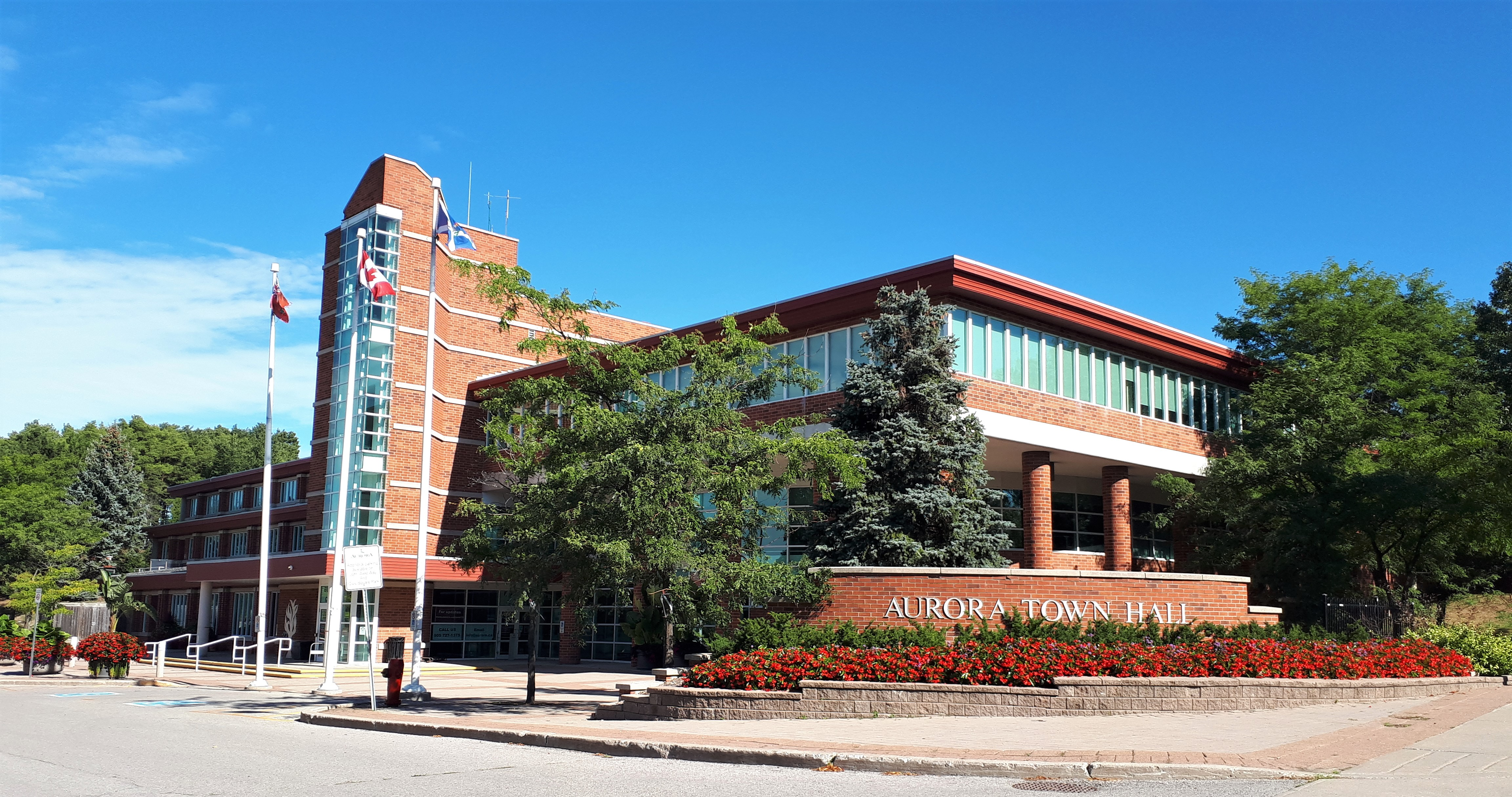
Aurora (Ontário)

Aurora é uma cidade da província canadense de Ontário, e parte da Municipalidade Regional de York e da região metropolitana de Toronto. Aurora está localizada 40 km norte de Toronto.
Em 2016, sua população era de 55,445 habitantes.
|             | Norte: Newmarket   |                               |
| Oeste: King | Aurora             | Leste: Whitchurch-Stouffville |
|             | Sul: Richmond Hill |                               |